# Rebelión chapán
La rebelión chapán (1919) fue un levantamiento campesino contra las autoridades de la República Socialista Soviética de Rusia. Su nombre proviene del chapán, abrigo o caftán invernal de piel de oveja con faja tradicional de la región que usaban la mayoría de los rebeldes.

## Antecedentes
Fue causada por las requisas de granos y levas forzosas que los aldeanos sufrían a manos de los bolcheviques. Por entonces los ejércitos blancos preparaban su avance desde los Urales hasta Ufá, Izhevsk y Vótkinsk, así que los comunistas requerían todos los jóvenes y alimentos para la defensa. Para ello usaron todos los medios posibles, incluida la tortura, y en muchos casos las requisas se convirtieron en simples asaltos, donde los soldados se llevaron hasta productos no sujetos a acopio, condenando a sus víctimas al hambre. En febrero de 1919 las autoridades provinciales empezaron a alertar del malestar causado por estos abusos pero no fueron escuchados.

## Rebelión
El 3 de marzo, los habitantes de Novodéviche, en el uyezd de Senguiléi de la guberniya de Samara, atacaron al escuadrón encargado de requisar su cosecha. Al parecer, los encargados permitieron la reunión de la aldea en un carnaval a la vez que hacían las requisas, usualmente llevándose más grano del exigido por las órdenes, lo que dio la oportunidad a los indignados campesinos de organizarse y exigir responsabilidades. Cuando los aldeanos se enteraron de que los bolcheviques pedían refuerzos, los soldados fueron desarmados y los representantes de la autoridad depuestos.
Los primeros soldados enviados a sofocar el movimiento se pasaron a su bando y le dispararon a sus oficiales. Pronto establecieron un cuartel general y se sumaron las aldeas vecinas. Luego se dedicaron a perseguir a los bolcheviques y miembros de los Comités de Campesinos Pobres (organismos mediante los cuales eran gobernados), dejando la región a cargo de sóviets sin comunistas. Las autoridades en Simbirsk se enteraron en la tarde del 5 de marzo ordenaron el fin inmediato del movimiento y prometieron enviar un comité a estudiar la situación. Dos días más tarde, una delegación de la Cheka local publicó un ultimátum exigiendo la sumisión so pena de duros castigos.
A pesar de su deficiente armamento y poco entrenamiento, el 7 de marzo capturaron Stávropol con la proclama «¡Todo el poder a los trabajadores! ¡Abajo el dominio de los comunistas!». Lo cierto es que apenas hubo combates. Nombraron al teniente veterano de la Primera Guerra Mundial, Alekséi Dolinin, su cabecilla, publicaron en el periódico local llamamientos, noticias y órdenes, eliminaron todos los íconos comunistas de los lugares públicos, empezaron a restaurar la iconografía ortodoxa y empezaron a hacer planes para apoderarse de las gubérniyas de Samara y Simbirsk y contactar con Aleksandr Kolchak. Ese mismo día, el comandante del 4° Ejército Rojo, Valerián Kúibyshev, quedó a cargo de suprimir la revuelta. Sus planes eran simples, recuperar Stávropol, donde estaban los líderes campesinos, sin librar grandes batallas. Se decidió enviar al komandarm Mijaíl Frunze con 13.000 soldados a aplastar el movimiento. Consistían de unidades retiradas del frente, el 1° Regimiento de Trabajadores de Samara y la 2ª Compañía Internacional, formada por húngaros, ambas unidades estaban armadas con fusiles y ametralladoras modernos. Fueron reforzadas con unidades del 4º Ejército.

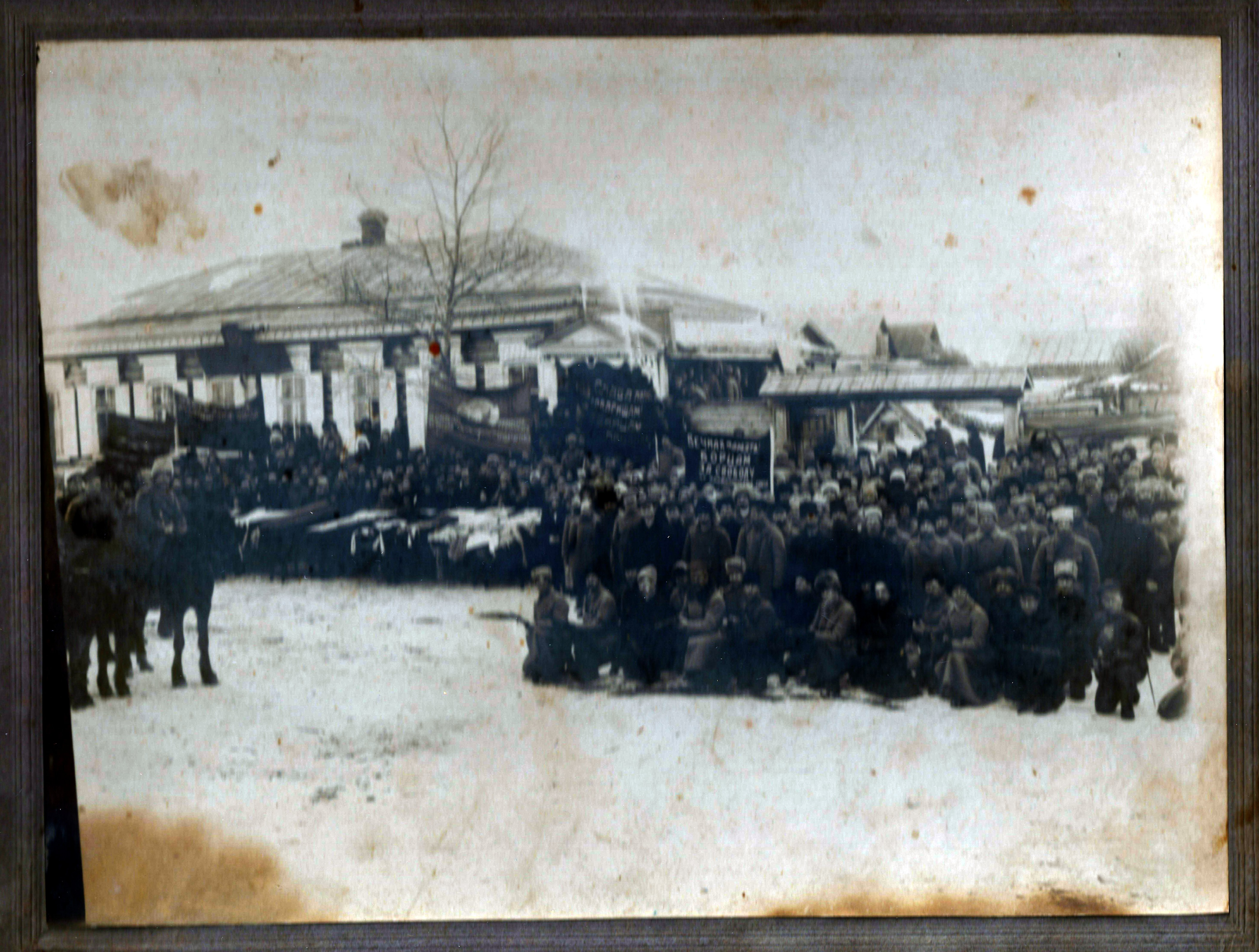
Manifestación contra el partido bolchevique por parte de los rebeldes de la guerra de Tshapan.

Sin embargo, la región estaba inquieta y el 9 de marzo el regimiento de reserva acantonado en Samara se amotinó. A la siguiente jornada, en Syzran se declaró el estado de sitio mientras los campesinos de la zona se alzaban, destruyendo oficinas de los vólost, quemando documentos y propiedades y matando a los comunistas locales. Pronto todo bolchevique o simpatizante en la región fue perseguido y los soldados prisioneros empezaron a ser torturados sumergiéndolos en las heladas aguas del Volga.
En dos semanas el movimiento se extendió por ambas gubérniyas. Pronto gran parte de la cuenca del Volga estuvo en sus manos. Fue el primer vosstaniye o gran rebelión campesina que movilizaba enormes ejércitos, conquistaba ciudades y tenía un programa político coherente. Los rebeldes exigían la supresión de las requisas, la elección libre de los sóviets y el fin de la «comisarocracia bolchevique». Llegaron a disponer de un ejército de treinta mil hombres (aunque algunos historiadores elevan la cifra a cien o ciento cincuenta mil).

## Supresión
El 13 de marzo el Comité Revolucionario de Syzransky decretaba la ejecución de todo aquel involucrado en la insurrección. Esa misma jornada, las unidades de la Cheka local y unidades especiales atacaron Stávropol apoyándose con caballería y dos ametralladoras, pero fueron rechazados y muchos civiles huyeron a Syzran. También se envió a un destacamento militar y miembros del Komsomol liderados por la bibliotecaria Alexandra Smirnitskaya a tomar la aldea de Usinskoye, pero fueron aniquilados. Smirnitskaya, que hacía de asistente médico, fue muerta con un garrote y su cuerpo clavado de una estaca por la garganta. En las cercanías de la aldea de Eremkino, los rebeldes eran mandados por Irina Felichkina, de 18 años, veterana de un batallón de defensoras de Petrogrado, iba montada y con un látigo dando órdenes hasta que fue capturada y fusilada.
Al día siguiente, el ejército rodeaba Stávropol y la asaltaba encontrando poca resistencia porque los rebeldes estaban mal organizados y se dispersaron. Unos pocos lograron romper el cerco y huir al pueblo de Yagodnoye, el resto cayó ante el fuego enemigo y otros fueron capturados. Los oficiales fueron fusilados o ahorcados sumariamente. Novodéviche cayó el 15 de marzo.
Para comienzos de abril la revuelta había sido vencida, pero los rebeldes pudieron tomar brevemente la estación de trenes de Bazarnaya, destruyendo los rieles. Los combates acabaron a mediados de mes.

## Consecuencias

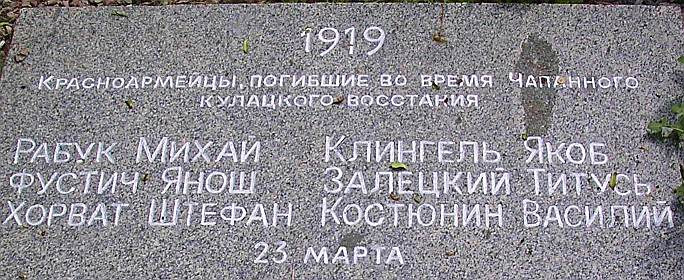
Entierros de los soldados del Ejército Rojo que murieron durante la represión del levantamiento de Chapan.

Se quemaron aldeas, hubo arrestos masivos de campesinos, se implantó una política de ejecutar a uno de cada diez prisioneros, hubo juicios sumarios en Syzran, cerca de la cual se construyó un campo de concentración que pronto quedó abarrotado, por lo que fusilaron a los prisioneros sobrantes, en Samara Frunze se dedicó a buscar a espías y traidores y los jefes del levantamiento huían de la persecución. Dolinin logró esconderse en el bosque hasta que se volvió a unir a los ejércitos rojos, combatiendo contra Antón Denikin y siendo capturado en Rostov del Don pero escapó, luego participó en la guerra polaco-soviética donde fue herido y en el hospital escribió una carta solicitando el perdón al Comité Central Ejecutivo, que se la otorgó, volvió a su aldea natal y aunque pasó varios años en prisión en los años 1930, fue liberado y murió de forma natural.
Estaba rebelión favoreció mucho al Ejército Blanco de Kolchak en su avance hacia el oeste, de hecho, oficialmente se culpó a sus agentes del movimiento, y fortaleció las medidas militares que dirigía León Trotski. Se calcula que costó la vida de diez mil campesinos.
Una nueva sublevación estalló años después, el 24 de enero de 1921. En la parroquia de Chuvasko-Sormin (uyezd de Yadrinskii, en la vecina República Autónoma Socialista Soviética de Chuvasia) entre cinco y siete mil campesinos se alzaron contra las requisas, atacando a la policía local; su levantamiento fue aplastado apenas tres días después. Los participantes de estas revueltas no fueron rehabilitados hasta 1996 por decreto del presidente ruso Borís Yeltsin.